# Григорьев, Владимир Николаевич
Владимир Николаевич Григорьев (18 августа 1938, Николаев, УССР, СССР — 14 февраля 2017, Санкт-Петербург, Российская Федерация) — советский и российский кинорежиссёр, сценарист и продюсер.

## Биография
В 1960 году окончил факультет журналистики МГУ, в 1964 году — Высшие сценарные курсы при Госкино СССР. Работал в прессе, на телевидении. В 1964—1965 годах занимал должность литературного сотрудника газеты «Комсомольская правда».
С 1965 года по 2017 год являлся режиссёром киностудии «Ленфильм». В 1967 году окончил Высшие режиссёрские курсы при киностудии «Ленфильм», мастер — Г. Козинцев.
С 1991 года по 2017 год преподавал в ЛГИТМиК (ныне Российский государственный институт сценических искусств) на кафедре режиссуры кино и телевидения. С 1993 года по 2017 год вел собственный курс. Среди его выпускников Александр Расторгуев и Илья Тилькин.

## Семья
Был женат на актрисе Алине Ольховой, имел двоих детей (сын и дочь).

## Фильмография

#### Режиссёр-постановщик
1. 1969 — Рокировка в длинную сторону
2. 1974 — Последний день зимы
3. 1977 — Прыжок с крыши
4. 1980 — Поздние свидания
5. 1982 — С тех пор, как мы вместе
6. 1988 — Полёт птицы

#### Сценарист
1. 1968 — Моабитская тетрадь  (совместно c Эдгаром Дубровским, Сергеем Потепаловым) (Режиссёр-постановщик: Леонид Квинихидзе)
2. 1969 — Рокировка в длинную сторону  (Режиссёр-постановщик: Владимир Григорьев)
3. 1974 — Последний день зимы  (Режиссёр-постановщик: Владимир Григорьев)
4. 1978 — Будьте готовы, Ваше высочество!  (Режиссёр-постановщик: Владимир Попков)
5. 1988 — Полёт птицы  (Режиссёр-постановщик: Владимир Григорьев)

#### Продюсер
1. 1998 — Горячая точка  (Режиссёр-постановщик: Иван Соловов)
2. 2001 — Святой и грешный   (совместно с Борисом Зосимовым, Александром Крыловым) (Режиссёр-постановщик: Иван Соловов)
3. 2002 — Олигарх  (совместно с Сергеем Сельяновым, Катрин Дюссар, Галиной Семенцевой) (Режиссёр-постановщик: Павел Лунгин)